# 本町 (戸田市)
本町（ほんちょう）は、埼玉県戸田市の町名。現行行政地名は本町一丁目から五丁目。住居表示実施地区。郵便番号は335-0023（蕨郵便局管区）。

## 地理
戸田市の南部に位置する。JR埼京線戸田公園駅が地区の中央にあり、地区の東境を国道17号が通る。戸田公園駅は快速停車駅ということもあり、高層マンションの建設が相次いでいる。

### 河川
- 菖蒲川
- 上戸田川

### 地価
住宅地の地価は、2017年（平成29年）1月1日の公示地価によれば、本町五丁目11-3の地点で25万9000円/m2となっている。

## 歴史

### 沿革
- 1968年（昭和43年）11月1日 - 戸田市大字上戸田の一部から本町一丁目〜五丁目が成立[6]。

## 世帯数と人口
2017年（平成29年）10月1日現在の世帯数と人口は以下の通りである。
| 丁目       | 世帯数    | 人口     |
| ---------- | --------- | -------- |
| 本町一丁目 | 1,683世帯 | 3,327人  |
| 本町二丁目 | 939世帯   | 1,637人  |
| 本町三丁目 | 1,245世帯 | 2,794人  |
| 本町四丁目 | 1,104世帯 | 2,231人  |
| 本町五丁目 | 1,104世帯 | 3,179人  |
| 計         | 6,549世帯 | 13,168人 |

## 小・中学校の学区
市立小・中学校に通う場合、学区は以下の通りとなる。
| 丁目       | 番地                | 小学校                 | 中学校             |
| ---------- | ------------------- | ---------------------- | ------------------ |
| 本町一丁目 | 1〜3、8〜13、18〜23 | 戸田市立戸田第一小学校 | 戸田市立戸田中学校 |
| 本町一丁目 | その他              | 戸田市立戸田南小学校   | 戸田市立戸田中学校 |
| 本町二丁目 | 4、9〜16            | 戸田市立戸田南小学校   | 戸田市立戸田中学校 |
| 本町二丁目 | その他              | 戸田市立戸田第一小学校 | 戸田市立戸田中学校 |
| 本町三丁目 | 13〜15              | 戸田市立戸田第一小学校 | 戸田市立戸田中学校 |
| 本町三丁目 | その他              | 戸田市立戸田南小学校   | 戸田市立戸田中学校 |
| 本町四丁目 | 全域                | 戸田市立戸田南小学校   | 戸田市立戸田中学校 |
| 本町五丁目 | 全域                | 戸田市立戸田南小学校   | 戸田市立戸田中学校 |

## 交通
- 国道17号
- 東京都道・埼玉県道68号練馬川口線
- 埼玉県道236号新倉蕨線
- 電話局通り
- 市役所通り

## 施設

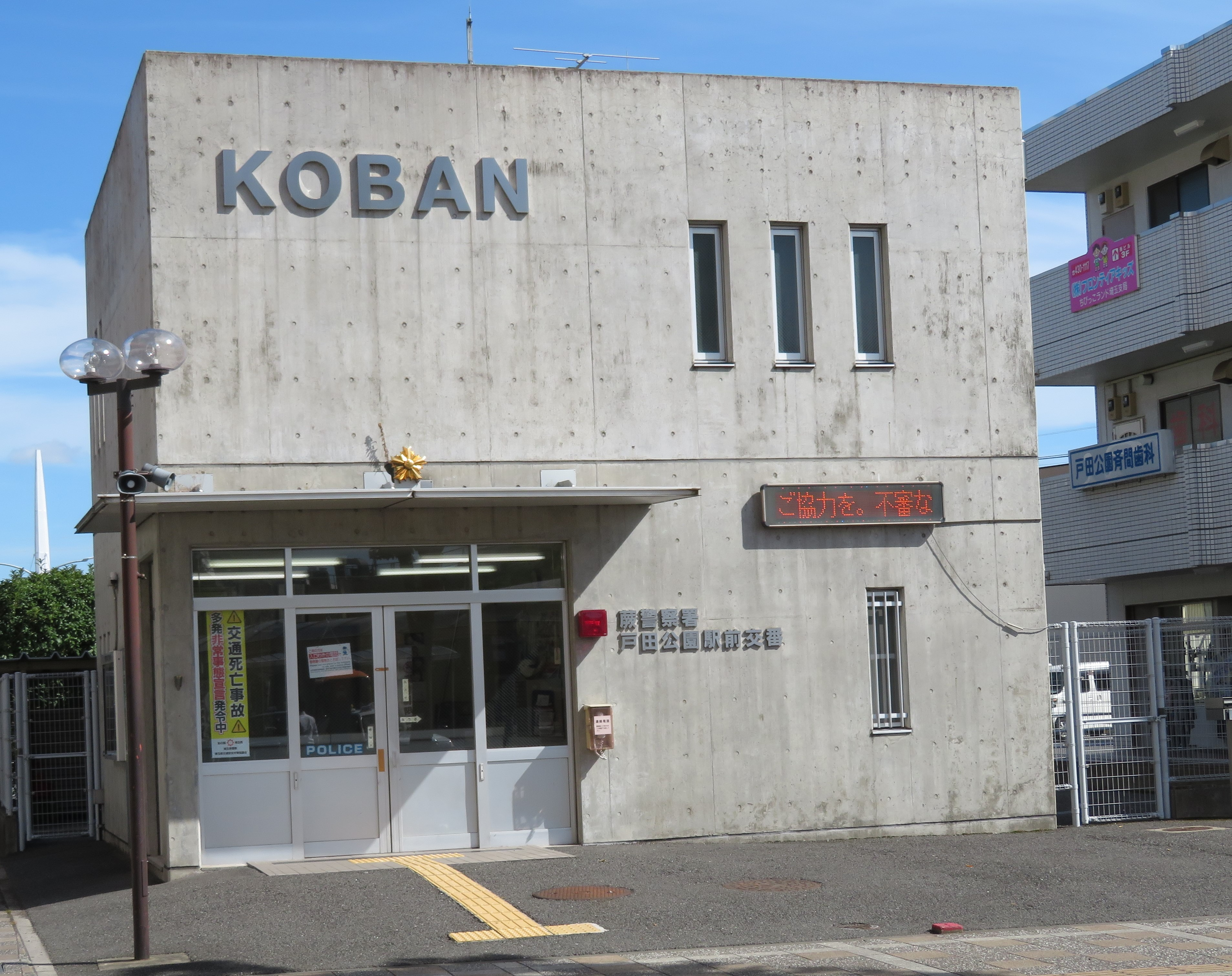
蕨警察署戸田公園駅前交番

一丁目
- つつじ幼稚園
- 戸田幼稚園
- 戸田中央総合病院
- 戸田中央看護専門学校
- 戸田市こどもの国
- 埼玉りそな銀行

二丁目
- 巣鴨信用金庫
- さいたま農業協同組合戸田公園支店
- 大前会館
- さくら草保育園

三丁目
- 亀宝山多福院
- 桂林寺
- 本村会館
- 本村公園

四丁目
- 戸田市立戸田南小学校
- 戸田公園駅前行政センター
- 戸田公園駅前郵便局
- 蕨警察署戸田公園駅前交番
- つつじ幼稚園
- 戸田公園駅西口緑地

五丁目
- 戸田市立戸田中学校
- 戸田南保育園
- 上前公園
- 上前会館
- 青少年の広場